# Johann Matthäus Meyfart
Johann Matthäus Meyfart est un théologien allemand et poète né le 9 novembre 1590 à Iéna, en duché de Saxe-Weimar, (ou peut-être à Waltershausen, toujours en duché de Saxe-Weimar) et décédé le 26 janvier 1642 à Erfurt.

## Biographie
Johann Matthäus Meyfart commence sa formation scolaire à Gotha puis, à partir de 1608, intègre l'université d'Iéna qui lui délivre, cinq années plus tard, une maîtrise. Désireux de poursuivre des études de théologie, il s'inscrit à l'université de Wittenberg le 2 août 1614 mais tombe gravement malade au cours de l'hiver 1615-1616 et doit retrouver les siens à Iéna. Sa santé recouvrée, il trouve un poste d'assistant d'enseignement à la faculté de la ville en 1616 puis, en 1617, Meyfart devient enseignant, directeur de l'école à Cobourg et finalement professeur de théologie. Témoin de l'ardeur avec laquelle il s'adonne à sa tâche, son souverain lui attribue, en 1624, le doctorat de théologie qu'il n'avait pu obtenir en raison de sa maladie. C'est au cours de ces années qu'il épouse Barbara, fille du greffier de Coburg, Hans Rosling. Meyfart professe une tolérance religieuse qui faisait défaut à cette époque, l'abandon des procès pour sorcellerie et l'arrêt de la torture dans les pratiques judiciaires. En 1633, il devient professeur à l'université luthérienne d'Erfurt dont il prend la direction de 1634 à 1636. Il terminera sa vie comme pasteur de l'église Saint-Augustin d'Erfurt et chef de file du clergé de la région. Responsable de la formation de nouveaux pasteurs, Meyfart meurt de maladie chronique le 26 janvier 1642 et est enterré le 30.
Johann Sebastian Bach reprend un de ses textes dans sa cantate BWV 46.

## Œuvre
- Christliche Erinnerung…wie das abschewliche Laster der Hexerey mit Ernst ausszurotten. Erfurt 1635.
- Teutsche Rhetorica oder Redekunst. Hrsg. Erich Trunz, Tübingen 1977. (Deutsche Neudrucke, Reihe Barock 25; Ndr. d. Ausg. Coburg 1634)
- Tuba novissima, das ist, von den vier letzten Dingen. Hrsg. Erich Trunz, Tübingen 1979. (Deutsche Neudrucke, Reihe Barock 26; Ndr. d. Ausg. Coburg 1626)
- Tuba poenitentiae prophetica, Das ist Das dritte Capitel des Bußpropheten Jonae in fünff unterschiedlichen Predigten. Coburg 1626.
- De disciplina ecclesiastica. 1633.
- Christliche Erinnerungen von der auß den Evangelischen Hohen Schulen in Teutschland … entwichenen Ordnungen und Erbaren Sitten bey diesen elenden Zeiten eingeschleppten Barbareyen. Schleusingen 1636.
- Mellificium oratorium. 3 Bände Leipzig 1628, 1633, 1637.

## Sources
- (en) Biographie sur bach-cantatas.com
- http://www.heiligenlexikon.de/BiographienJ/Johann_Matthaeus_Meyfart.html